# Kjalfell (berg i Island, Norðurland vestra)
Kjalfell är ett berg i republiken Island. Det ligger i regionen Norðurland vestra, 130 km nordost om huvudstaden Reykjavík. Toppen på Kjalfell är 1 008 meter över havet, eller 303 meter över den omgivande terrängen. Bredden vid basen är 10,1 km.
Trakten runt Kjalfell är nära nog obefolkad, med mindre än två invånare per kvadratkilometer. Det finns inga samhällen i närheten. Trakten runt Kjalfell består i huvudsak av gräsmarker.